# Nacré de la canneberge
Boloria aquilonaris
Espèce
Le Nacré de la canneberge (Boloria aquilonaris) est un lépidoptère appartenant à la famille des Nymphalidae, à la sous-famille des  Heliconiinae  et au genre Boloria.

## Description
C'est un grand papillon au dessus orange à suffusion basale marron orné de diverses marques de couleur marron, taches rondes submarginales, lignes formant des festons.
Le revers des antérieures est plus claire et coloré, celui des postérieures plus roux présente des taches argentées.

### Chenille

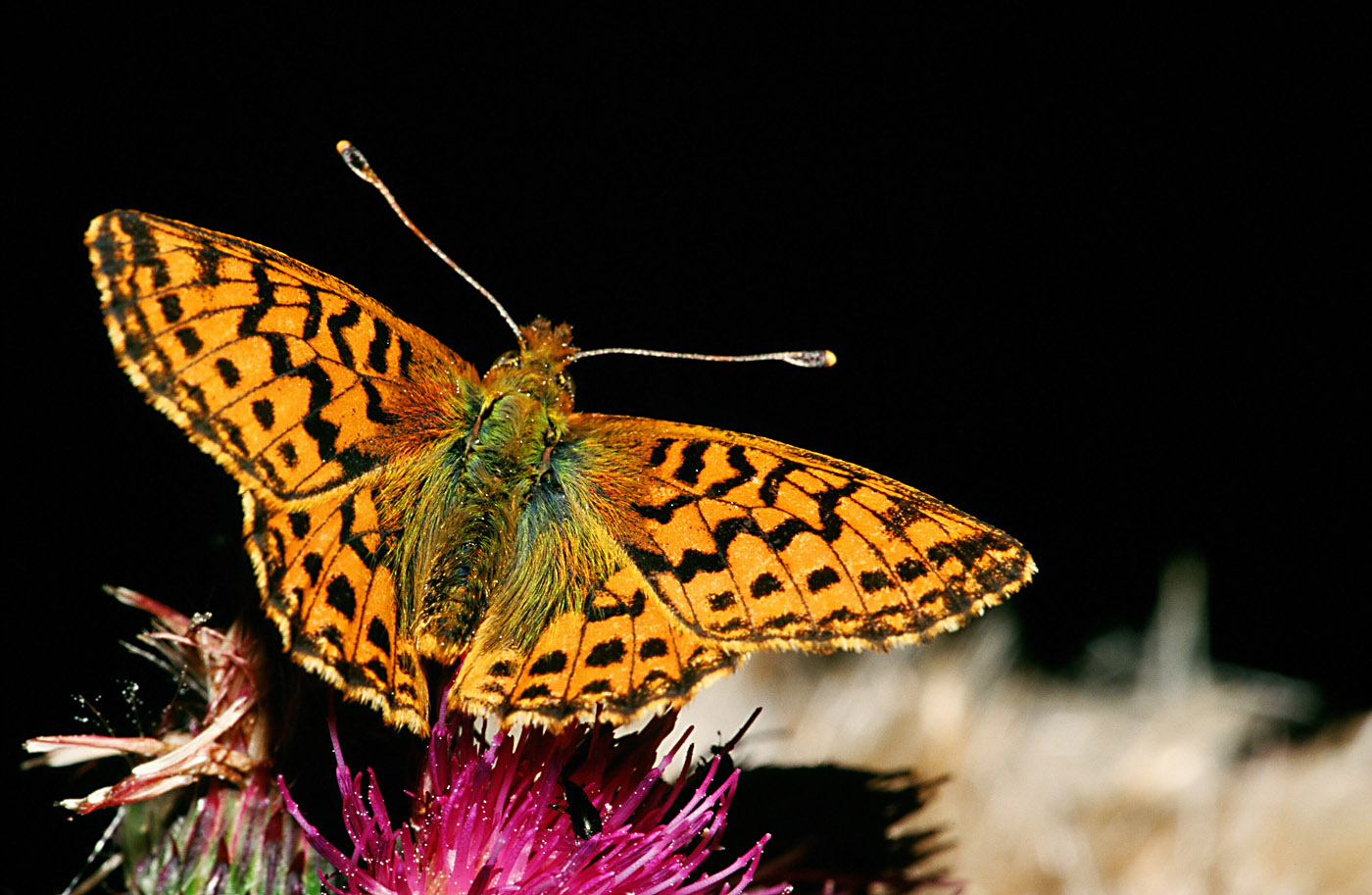
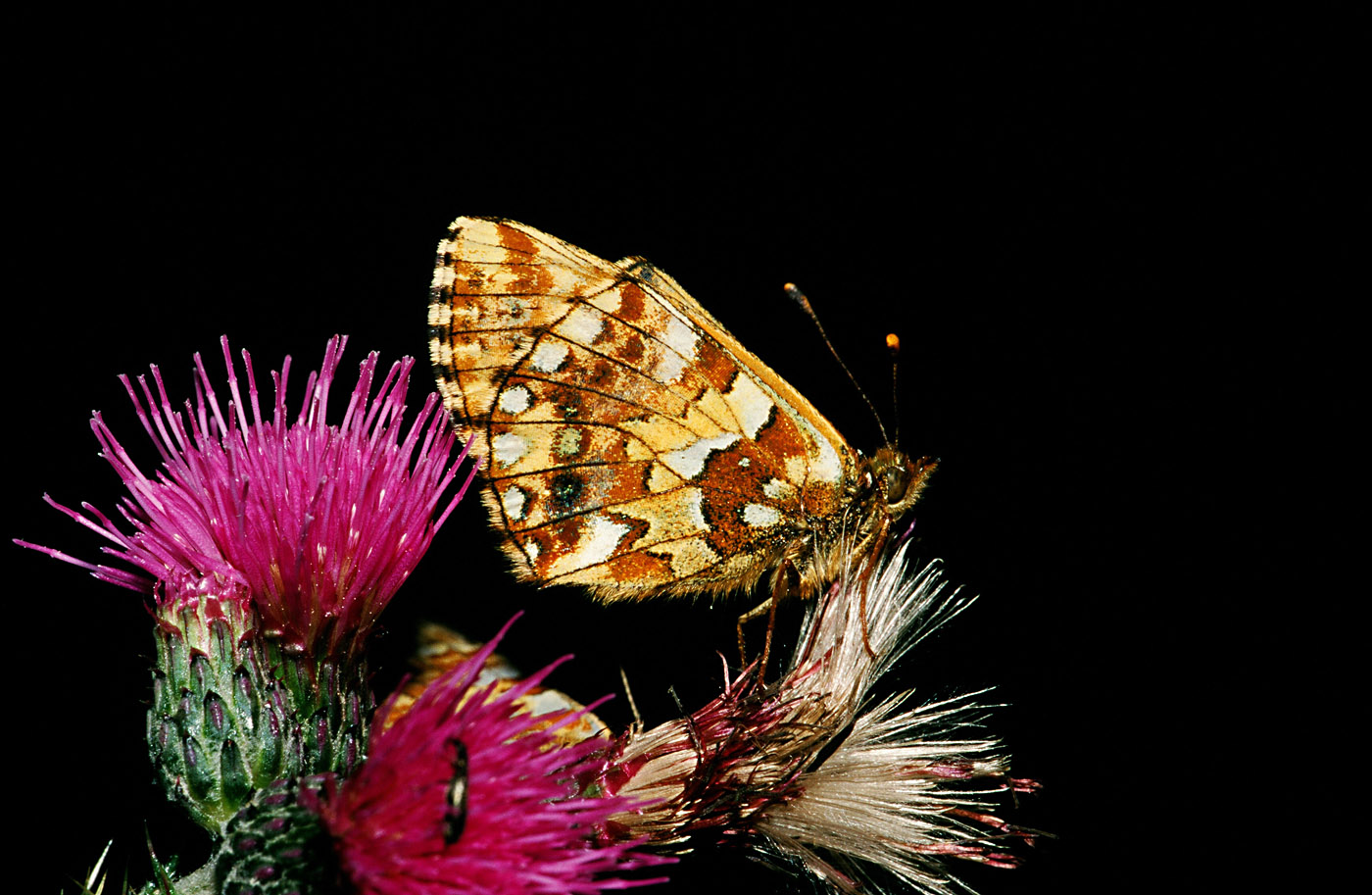
Revers
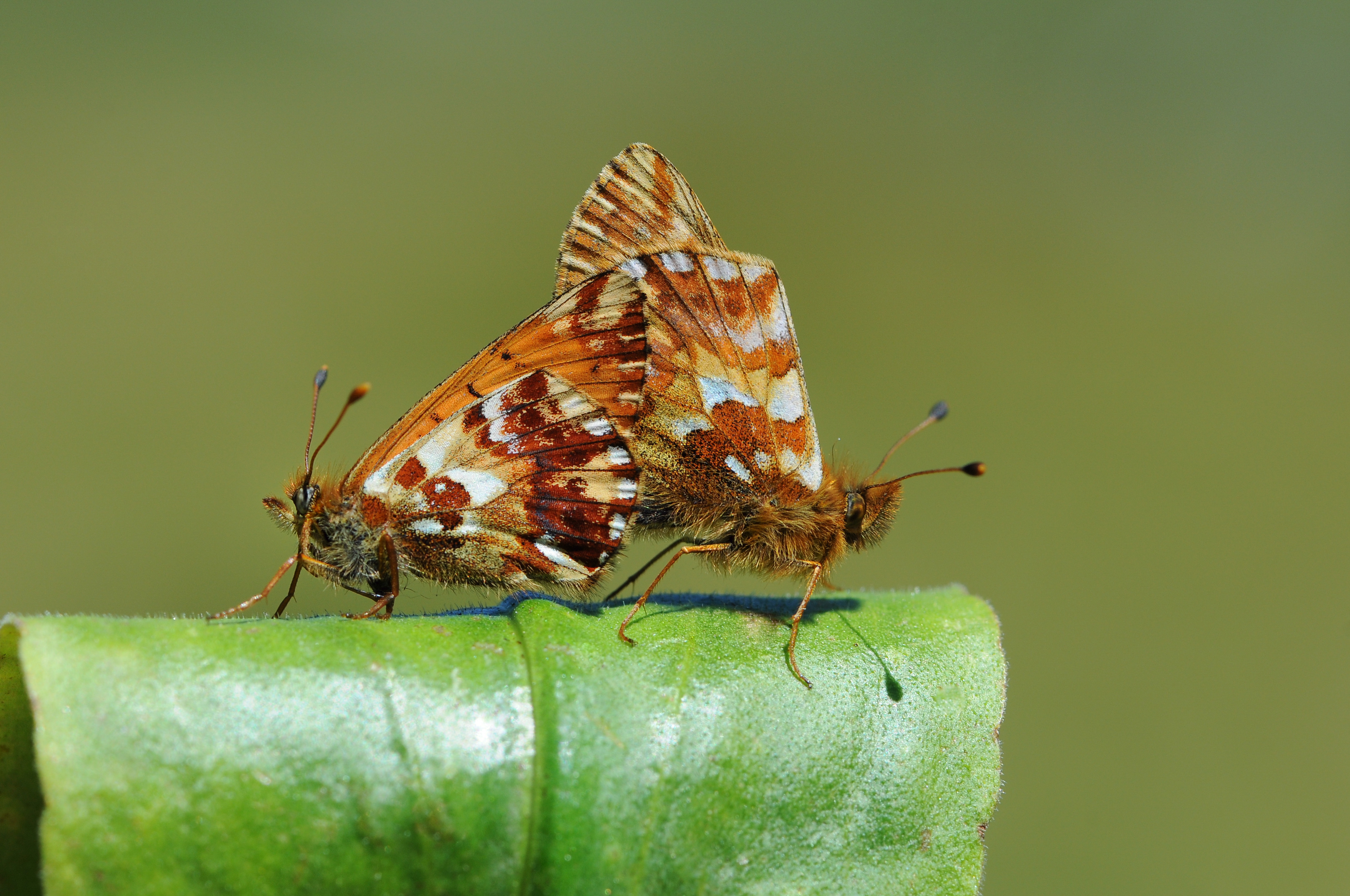
Accouplement
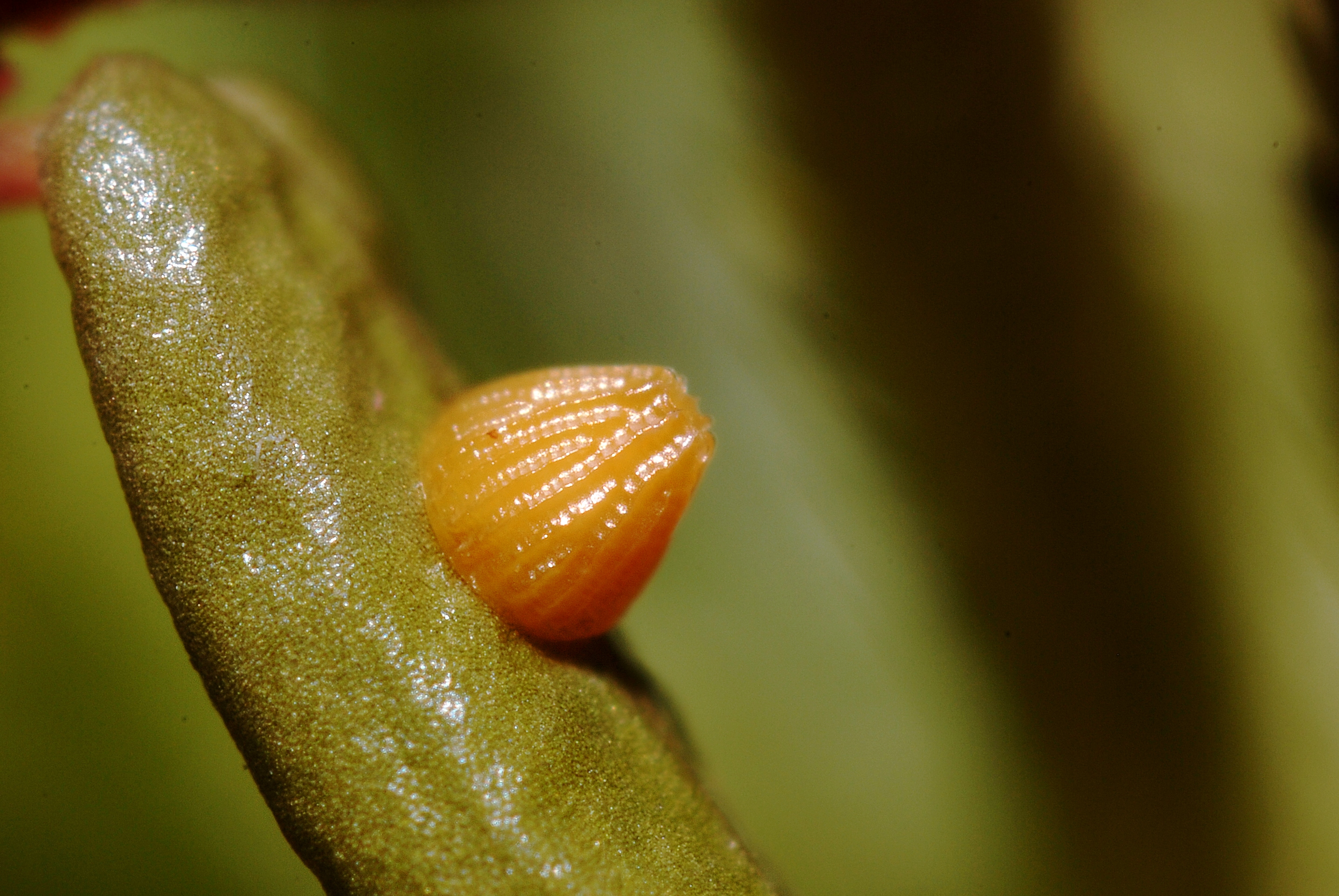
Œuf
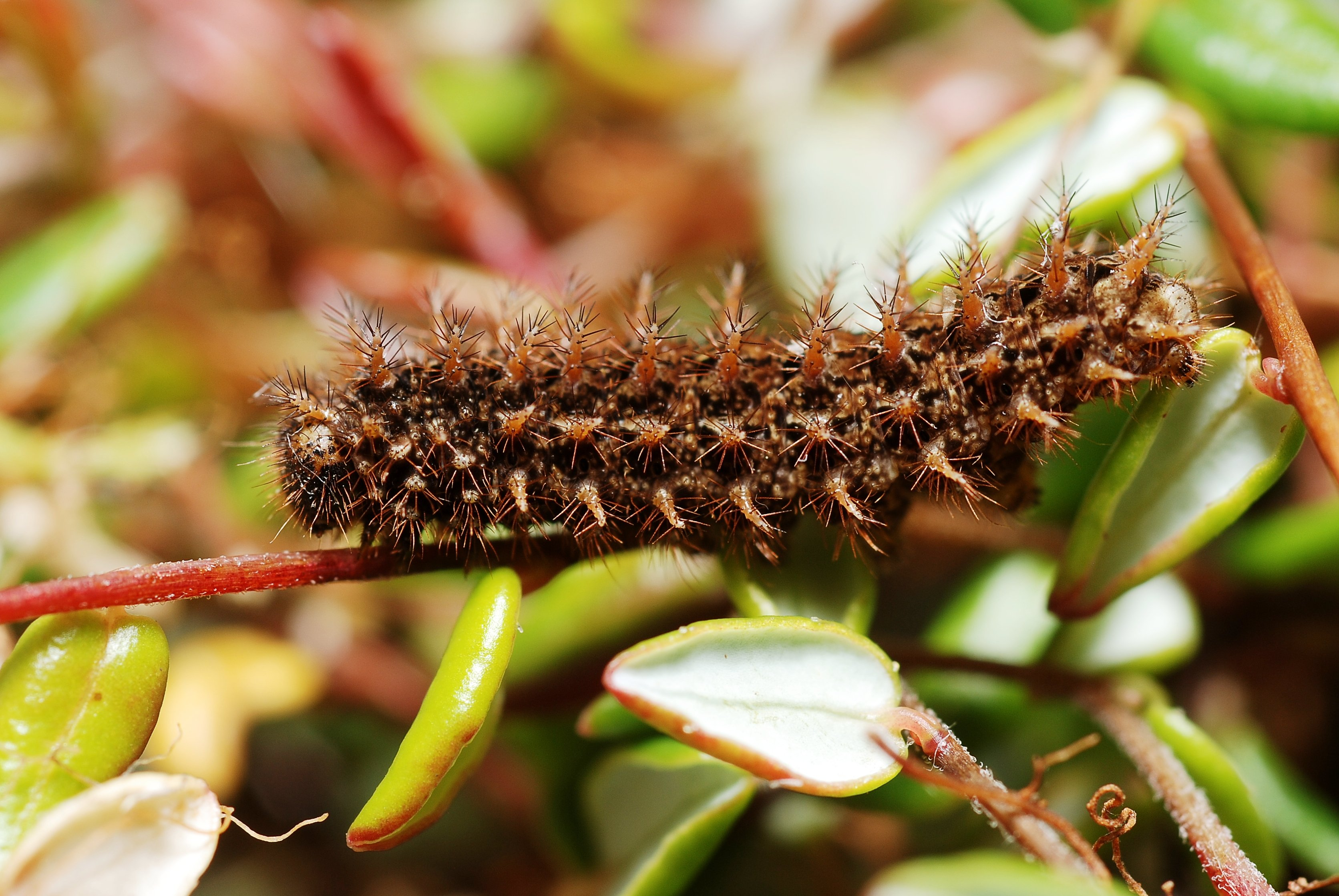
Chenille

## Biologie

### Période de vol et hivernation
Il vole en une génération entre juin et août.
Il hiverne à l'état de jeune chenille dont le développement peut prendre deux années dans sa zone de résidence la plus nordique.

### Plantes hôtes
Sa plante hôte est la canneberge Vaccinium oxycoccos (Vaccinium oxycoccos quadripetalus, Vaccinium oxycoccos palustris et Oxycoccus microcarpus),.

## Écologie et distribution
Le Nacré de la canneberge est présent dans tout le nord de l'Eurasie. Il réside dans le nord-est de l'Europe et en Scandinavie, en Russie arctique, dans l'ouest et le centre de la Sibérie, au Kazakhstan et jusque dans l'extrême nord-est de l'Asie,.
Il est encore présent dans le sud de la Belgique et en France métropolitaine sous forme de colonies isolées, dans les départements des Ardennes, de Seine-Maritime, des Vosges, du Doubs, du Jura, du Puy-de-Dôme, de l'Allier, de la Loire et de la Lozère .

### Biotope
C'est un papillon des tourbières qui se situe notamment à Annecy en Haute Savoie.

## Systématique
L’espèce Boloria aquilonaris a été décrite par Hans Ferdinand Emil Julius Stichel en 1908.
- La localité type est Gallivar en Suède.

### Synonyme
- Papilio arsilache Knoch, 1781[6].

### Noms vernaculaires
- Le Nacré de la canneberge en français.
- Cranberry Fritillary en anglais[2].

### Taxinomie
Sous-espèces
- Boloria aquilonaris aquilonaris en Scandinavie, dans le nord de l'Europe et de la Russie.
- Boloria aquilonaris banghaasi Seitz, [1909]
- Boloria aquilonaris infans Churkin, 2000
- Boloria aquilonaris jakubovi Gorbunov, 2007
- Boloria aquilonaris roddi Kosterin, 2000 ; dans l'Altaï.
- Boloria aquilonaris sima Churkin, 2000 ; au Kazakhstan[2].

## Le Nacré de la canneberge et l'Homme

### Protection
En France, le Nacré de la canneberge est sur la liste rouge avec la mention E (en cours d'extinction). C'est une espèce protégée par l'arrêté du 23 avril 2007 fixant les listes des insectes protégés sur l'ensemble du territoire et les modalités de leur protection. Il est inscrit à l'article 3 ce qui interdit toute capture ou destruction d'œufs, de chenilles ou d'imagos,.